# Jeux gratuits payants
Jeux gratuits payants (Freemium Isn't Free en VO) est le sixième épisode de la dix-huitième saison de la série animée South Park. Il est diffusé pour la première fois sur Comedy Central aux États-Unis le 5 novembre 2014. L'épisode traite de l'addiction aux jeux freemium, à l'alcool ou encore aux jeux d'argent.

## Résumé
Jimmy croise Kyle a l'école et lui parle d'un nouveau jeu gratuit sur smartphone basé sur Terrance et Phillip. Kyle l'essaye mais il le trouve rapidement nul et ignore les incitations à payer pour améliorer son expérience. Au Canada, le Prince et le Ministre des Jeux mobiles sont stupéfaits des profits réalisés par ce jeu de mauvaise qualité, qu'ils utilisent cependant pour financer de grands travaux de rénovation dans tout le pays. Terrance et Phillip entrent dans leur bureau, mécontents car ils n'ont pas été consultés pour la création du jeu. D'autant qu'il est payant par le biais du freemium, ce qui leur déplait encore plus, mais le Prince et le Ministre ne tiennent pas compte de leurs remarques. Le Ministre se lance tout de même dans de longues explications sur le modèle économique du jeu pour les convaincre.
Stan, lui, est devenu accro au jeu et ses parents sont en colère quand il a dépensé près de 500 dollars en un mois à peine. Randy a peur que Stan ait hérité de l'addiction aux jeux d'argent de son grand-père. Sharon blâme aussi l'alcoolisme de Randy, qui nie avoir le moindre problème d'addiction. Après les explications du Ministre, Terrance et Phillip pensent en fin de compte qu'il est acceptable d'avoir un tel jeu en raison des sommes très faibles demandées aux joueurs.
Kyle et ses amis viennent voir Stan car celui-ci a manqué l'école pour jouer au jeu mobile. Ils se rendent compte que c'est Jimmy qui leur a parlé à tous les quatre de ce jeu en premier lieu. Ils vont aussitôt lui demander des explications. Jimmy reconnait être un "pusher", payé par le Canada pour pousser de nouveaux joueurs à se lancer dans le jeu.
Terrance et Phillip recommencent à se poser des questions quand ils apprennent que certaines personnes se ruinent avec le jeu. Randy emmène Stan voir son grand-père au casino, où il passe son temps devant les machines à sous. Les trois Marsh se renvoient la balle au sujet de leurs dépendances respectives.
Stan essaye d'arrêter le jeu, mais ses notifications incessantes et parfaitement calculées le poussant à replonger et dépenser 26 000 dollars. L'alcoolisme de Randy progresse aussi, mais ce dernier affirme toujours qu'il n'y a pas de problème quand on lui fait la remarque.
Stan finit par demander de l'aide à ses amis. Jimmy, qui désire se racheter, lui conseille de chercher l'aide d'une puissance supérieure, comme les alcooliques anonymes. Kyle veut aussi dénoncer les agissements sordides du gouvernement canadien. Cartman le précède et envoie un simple tweet qui devient rapidement tendance. Terrance et Phillip reviennent demander des comptes au Ministre, qui révèle sa vraie nature : il est Belzéprout, le Diable du Canada, qui a toujours eu la volonté de profiter de la faiblesse de certains pour amasser de l'argent. Il prend en otage le Prince, Terrance et Phillip, et s'apprête à s'emparer des âmes de tous les Canadiens.
Stan prie dans sa chambre pour avoir de l'aide comme on lui a conseillé, et c'est Satan en personne qui apparait. Il lui explique, schémas à l'appui, le fonctionnement de l'addiction, sa possible transmission génétique et les différents moyens que l'on peut employer pour s'en défaire ou la limiter. Satan découvre le jeu de Stan, apprend qu'il est canadien et réalise aussitôt qui est derrière. Il prend possession du corps de Stan avec son accord et se rend au Canada pour vaincre Belzéprout, à qui il reproche de manquer de subtilité dans ses plans machiavéliques. Il renvoie ensuite Stan à South Park sans la moindre blessure. 
À la suite de ces évènements, le Prince du Canada promet de ne plus jamais avoir recours aux jeux freemium, et de refaire de son pays une « éthique et respectée toundra de merde ». Stan et son grand père ont décidé de se mettre aux jeux de société pour s'amuser et contenir leur addiction, mais Randy débarque avec une énorme coupe de vin et propose d'intéresser la partie, au grand désespoir de son fils.

## Accueil critique
Les avis sur cet épisode sont partagés.
Josh Modell de The A.V. Club lui donne un B−, bien qu'il ait ressenti que l'épisode « traînait un peu trop ».
Max Nicholson du site IGN lui donne la note de 7,5 sur 10, indiquant que « cet épisode a pris du temps pour décoller, mais quand il l'a fait, il était plutôt divertissant »
Chris Longo de Den of Geek donne 2 étoiles sur 5 à l'épisode. Il le considère, avec celui de la semaine précédente, Le buisson ardent, comme « les deux épisodes les plus faibles de la saison ».